# 横田惠
横田惠（日语：／，1964年10月15日—2004年？），日本新潟縣人，是被朝鲜民主主义人民共和国绑架的日本人。

## 生平
她是日本銀行員工橫田滋與妻子橫田早紀江的長女，1964年（昭和39年）10月5日生於名古屋市聖靈病院。以後跟著父親先後移居至東京都品川区跟廣島市。1976年7月23日移居新潟市。1977年4月 : 進入新潟市立寄居中学校就讀，是羽毛球社社員。11月15日，在放學回家途中失蹤，後被證實遭到北韓特務绑架，時年仅13岁。
之前北朝鲜政府一直否认对她的绑架指控，2002年的日朝首脑会谈上，朝鲜劳动党中央总书记金正日正式向时任日本内阁总理大臣小泉纯一郎承认了绑架事件。根据朝鲜政府提供的物证，横田惠已经死亡。但是日本政府就这些物证提出多点怀疑，使得其生死情况至今仍然存在争议。这一事件并导致了日朝两国的长达十余年，至今仍未解决的朝鲜绑架日本人问题。
橫田惠在北韓與一名被北韓特工綁架到北韓的南韓男子金英男（又譯金永南）於1986年結婚，兩人育有一女金恩敬（又譯金恩京，又名金惠敬）。金恩京現於北韓政府機關工作，2014年3月，金恩敬帶著女兒與外祖父母橫田滋夫婦於蒙古國首次見面。
2012年6月15日韩国国际广播电台报道：“脱北者家族团体”代表崔成勇（音译）15日表示，通过北韩内部消息人士确认横田惠于2004年12月去世。亦有指她於1994年自殺身亡，而其丈夫金英男亦已與一名北韓女子再婚，育有一子。
2020年6月5日，40年里一直为解救女儿奔走的父亲橫田滋，因病去世，享年87岁。

## 相关作品
- 纪录片《绑架：横田惠的故事》（Abduction: The Megumi Yokota Story）。导演是Chris Sheridan和Patty Kim，于2006年11月25日在日本公映，並獲得2006年的最佳纪录片观众奖。
- 美国民歌小组彼得、保羅和瑪麗成员之一的歌手保羅·史圖基为绑架受害者横田惠创作了歌曲SONG FOR MEGUMI。
- 漫畫：《小惠》（めぐみ），本壯一（本そういち）繪製，橫田惠的父母監修，於2005年由雙葉社發行，並翻譯成英文、韓文、簡體中文等版本。此漫畫透過日本的外交體系發送給其他國家外交、政府及新聞媒體等人士，並沒有在市面上販售[13]。
- 動畫：於2007年3月公開，由同名漫畫改編而成，並由高山南、三木真一郎等知名聲優及演員配音。動畫分別製作成多國語言版本，除透過日本的外交體系發送外，亦分送到日本各地中小學、圖書館等，且可在外務省的網站免費下載觀看[14]。
- 电视剧《再会～横田惠的愿望～（日语：再会〜横田めぐみさんの願い〜）》。日本電視台于2006年10月3日播出。
- 電影《給小惠的誓言》，2021年在日本上映。